# Incisioni rupestri di ponte Alam
Le iscrizioni di Alam Bridge sono antiche e iscrizioni presenti sulle rocce vicino al ponte di Alam sul fiume Gilgit (il cui nome è stato in seguito cambiato in Farhad bridge), in Pakistan. Le iscrizioni sono in scrittura Kharoshthi e Brahmi e comprendono oltre che testi anche rappresentazioni di animali Risalgono ad un periodo compreso tra il I e il III secolo e dal loro studio è emersa la presenza nella zona oltre che del Buddhismo e dello Shivaismo anche del Vishnuismo.
Queste iscrizioni riportano una delle prime menzioni dei re dei Dardi, con la scritta daradaraya ("Re dei Dardi", appunto). Un'altra iscrizione dal contenuto simile e altrettanto antica è stata rinvenuta nella località Chilas Terrace, nei pressi di Chilas, lungo il corso dell'Indo.